# Représentation du rêve dans la peinture
 (février 2018).
Si vous disposez d'ouvrages ou d'articles de référence ou si vous connaissez des sites web de qualité traitant du thème abordé ici, merci de compléter l'article en donnant les références utiles à sa vérifiabilité et en les liant à la section « Notes et références ».

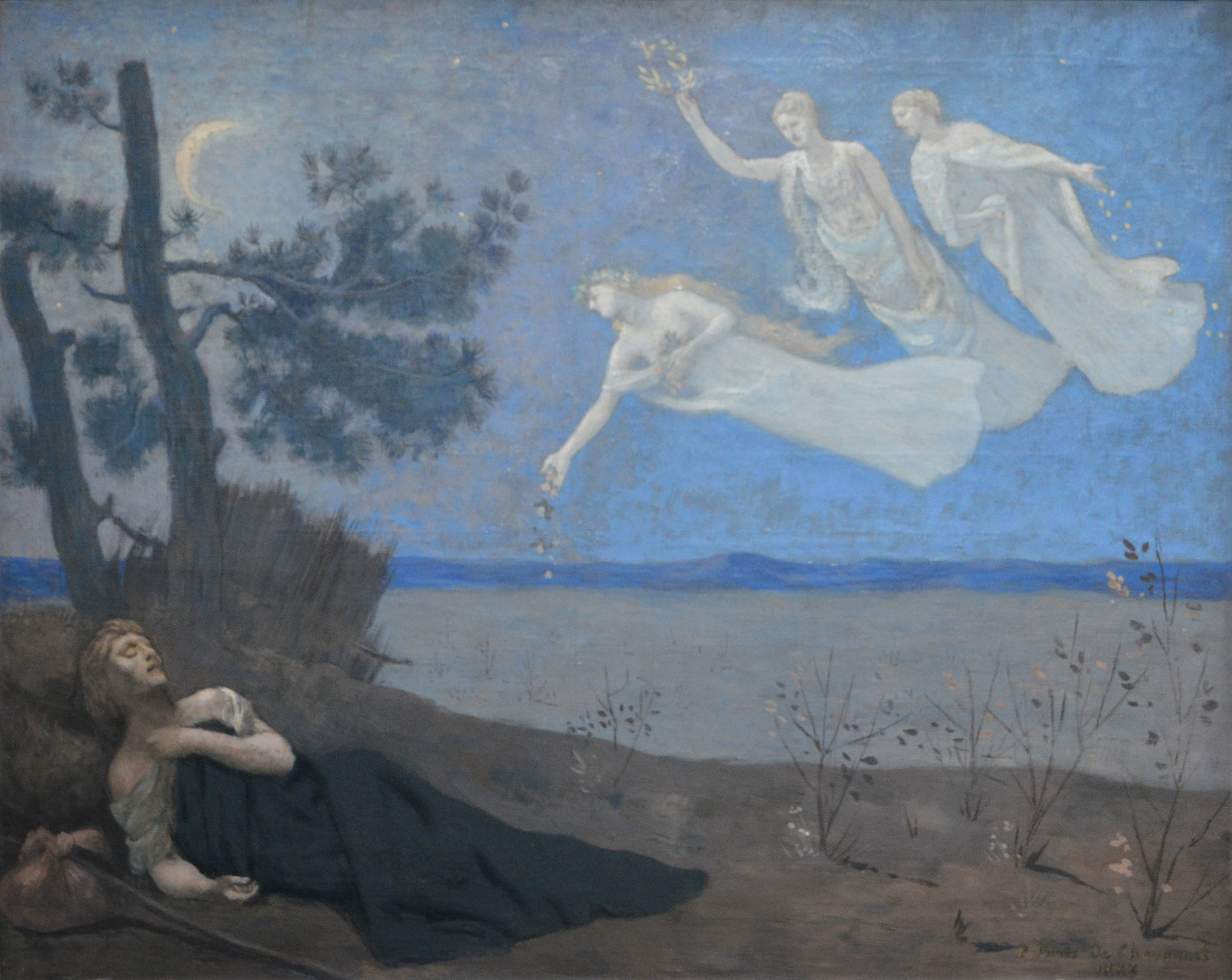
Pierre Puvis de Chavannes (1824-1898), Le rêve, 1883, huile sur toile, 82 x 102 cm, Musée d'Orsay, Paris

Le rêve est une des thématiques les abondantes de la peinture.
Souvent spontanément associé au courant surréaliste par le grand public, c'est pourtant un sujet de représentation très fécond qui traverse les époques, les courants, les cultures, les artistes et les techniques. Thème protéiforme par excellence, il est potentiellement porteur de traitements plastiques et de choix esthétiques fantastiques mais, pourtant, il est resté très bridé par des règles de composition traditionnelles figées jusqu'à très tard dans la période moderne. Profondément lié à son époque, à l'évolution des recherches scientifiques et à la personnalité de l'artiste, la thématique du rêve en peinture connaîtra juste avant l'avènement du romantisme des déclinaisons de plus en plus décomplexées dans leur expression formelle (voir Johan Heinrich Füssli pour l'expression explicite de l'univers onirique ou Antoine Watteau pour l'expression implicite), jusqu'à l'explosion des représentations de l'inconscient dans le symbolisme puis le surréalisme.

## Généralités et considérations théoriques
Le rêve, comme l’homme, a mis du temps à s’individualiser. Le traitement plastique qu’on lui accorde est révélateur du traitement que l’homme s’accorde à lui-même. Ainsi, la représentation du rêve évolue en parallèle à l'évolution de l'homme.
Àron Kibedi Varga met en lumière l'une des particularités les plus saillantes du traitement du rêve par la peinture : en dépeignant une réalité intérieure expérimentable uniquement par une écoute du récit des autres (ou du récit créé à partir de nos propres souvenir dans le cas d'un rêve personnel) le rêve touche à tout ce qui n'est pas atteignable par les sens. L'auteur distingue trois réalités atteignables par le peintre : 
- une réalité extérieure, vécue et observée,
- une réalité imaginable, qui est une projection basée sur un récit,
- une réalité intérieure, le rêve, qui est personnelle et ne peut se communiquer que par la parole de celui qui l'expérimente.

Contrairement à la réalité extérieure, vécue et observée, ou à la réalité imaginable, qui est une projection basée sur des « éléments qui n'entrent pas dans l'expérience quotidienne », le rêve développe dans l'esprit « une série d'images mentales qui ne correspondent pas véritablement à l'expérience visuelle » du peintre et du spectateur. Il doit donc inventer, comme lorsqu'il traite de la réalité imaginable (épisode mythique, religieux, récit inventé), mais cette invention se base sur une série d'images mentales réellement expérimentées par quelqu'un (le rêveur) là où la réalité imaginable se construit sur un récit qui sort du cadre de l'expérimentation d'un individu. On notera ainsi que les premières représentations de rêves ne sont pas des représentations d'une réalité intérieure mais d'une réalité imaginable (rêves issus des traditions mythologiques ou religieuses notamment).
Àron Kibedi Varga a relevé trois types différents de représentations oniriques dans l'histoire de la peinture  : 
- la première représente exclusivement le rêveur endormi,
- la seconde représente le rêveur et le rêve entremêlés dans le même espace physique (c'est la norme médiévale),
- la troisième ne représente que le rêve lui-même (omniprésent dans le surréalisme mais pas seulement).

## Histoire

### Moyen Âge
Le rêve médiéval n'est digne d'être connu que s'il comporte un message à délivrer à la communauté des croyants. Le rêveur médiéval est donc un être exceptionnel et la peinture traduit ce fait en ne représentant exclusivement que des rêveurs prestigieux guidés par le divin (Charlemagne, Constantin, Jacob, St Martin, Innocent III) issus de récits pour la plupart d'origine biblique. Ainsi, l'âme se met en vacance de la matière pour aller à la rencontre des principes supérieurs et, comme dans les récits des mythologies antiques, elle accède à l'au-delà. Comme le rappelle Katalin Kovacs, le rêve « était considéré avant tout comme la visualisation d’une communication avec l’au-delà et le surnaturel ». On ne s'étonnera donc pas de trouver parmi les principaux sujets de représentation onirique les thématiques suivantes :
- l'échelle de Jacob
- l'Annonciation
- le rêve de Joseph
- Joseph interprétant les songes de Pharaon
- la vision de Constantin
- le rêve d'Innocent III

### Temps Modernes
Le rêve moderne est le direct héritier du rêve médiéval mais, petit à petit, il se transforme à la fois en esprit libéré de la matière (notion de vacance de l'âme) et devient le témoignage d'une imagination individuelle et débridée résultant des sensations au cours des XVIIe et XVIIIe siècles. Le rêve s'individualise en même temps que l'homme.

#### Continuité dans la tradition
L'articulation du visible et de l'invisible a donné lieu à des artifices techniques témoignant d'une volonté de marquer visiblement la frontière entre ce qui est rêvé de ce qui est vécu. Ainsi, « les artistes de la Renaissance mettent en rapport le monde réel et le monde onirique en procédant par juxtaposition, en jouant sur les symétries et la perspective, en opposant des dimensions de l’espace (proche-lointain, droite-gauche, haut-bas) ou la couleur (clair-obscur). Une autre tentative consiste à interposer un personnage entre les deux mondes (souvent un ange) ».

#### Raphaëletl'invention de la bulle
Raphaël a ouvert cette tendance à la distinction effective des deux environnements : l’onirique et le réel, qui se retrouvent chacun dans des compartiments distincts dans les fresques des chambres du Vatican. On retrouve notamment le procédé dans la représentation de l’histoire de Joseph dans la loge VII du Vatican, avec Joseph interprétant les songes de Pharaon. Les rêves sont intégrés au-dessus de la scène dans des médaillons dorés flottant au-dessus des personnages. D’autres artistes vont par la suite réutiliser le procédé, de Pontormo à Ligozzi, jusqu’au début de l’époque contemporaine.

### Füssliet les prémices d'une nouvelle époque

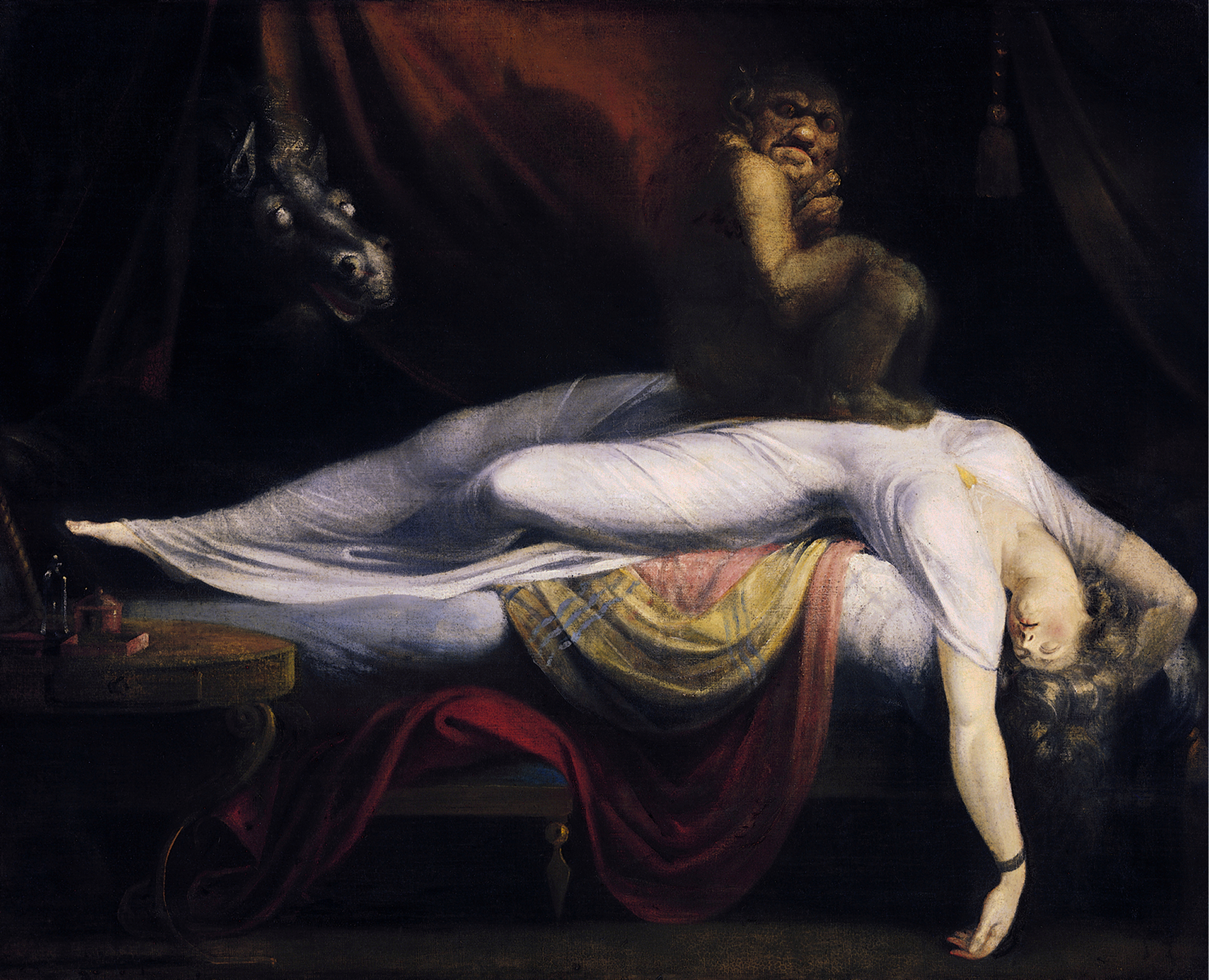
Johann Heinrich Füssli, Le Cauchemar, 1781, huile sur toile, 101,6x127,7cm, Detroit Institute of Arts, Détroit

Dans son tableau Le Cauchemar, Füssli montre en un même moment l'action de rêver et l'image du rêve, en offrant une représentation symbolique du sommeil et de sa vision.

### Lesymbolisme: deshommes au rêve habitués
L'apparition et l'avènement de l'esthétique symboliste est concomitante aux premières investigations et découvertes sur l'inconscient (Charcot, Janet, Freud, ...) et à l'inauguration par Henri Bergson d'un nouveau mode de connaissance : l'intuition. Comme l'écrit Jean Cassou, le rêve symboliste est inventeur. C'est « la faculté novatrice et imaginante des symbolistes » que chacun cultive, déploie et emploie « à des fins créatrices à partir de sa singularité ». Au-delà du sujet de représentation à traiter, le rêve des artistes symbolistes n'est ni un vagabondage imaginatif assimilable à la rêverie, ni un élément du sommeil mystérieux et bizarre sur lequel on s'arrête avec curiosité. Il désigne « une intimité personnelle et inaliénable » entretenue avec « l'imagination créatrice », intimité qui est affirmée de manière consciente pour la première fois dans un mouvement esthétique.
Gustave Moreau, Puvis de Chavannes, Odilon Redon, Fernand Khnopff, Edvard Munch, Max Klinger, Gustav Klimt ou tous les artistes rattachés au courant symboliste « s'échappent des apparences du réel » en mimant le rêve. En effet, au-delà d'être un sujet de représentation, le rêve devient avec la période symboliste une démarche créatrice.

### Le surréalisme
Pour les surréalistes, le rêve est un extraordinaire réservoir d'images dans lequel on vient puiser une imagerie visuelle.